# Otar Koberidse
Otar Koberidse (georgisch ოთარ კობერიძე; russisch Отар Коберидзе; * 17. Dezember 1924 in Tiflis, Georgische SSR, UdSSR; † 9. März 2015 ebenda, Georgien) war ein sowjetischer bzw. georgischer Schauspieler, Regisseur und Drehbuchautor.

## Leben und Leistungen
Koberidse, dessen vollständiger Name nach russischer Lesart „Otar Leontewitsch Koberidse“ (Отар Леонтьевич Коберидзе) lautete, war im Großen Vaterländischen Krieg Unteroffizier und kommandierte eine Luftabwehreinheit. Von 1947 bis 1949 studierte er an der Juristischen Fakultät von Tiflis, besuchte aber parallel bis 1948 die Schauspielschule am Rustaweli-Theater und war danach von 1950 bis 1956 am Drama-Theater in Suchumi tätig. Hier spielte er unter anderem in Klassikern wie Puschkins Don-Juan-Adaption Der steinerne Gast und Gogols Die Heirat. 1960 wurde Koberidse vom Tifliser Mardschanischwili-Theater engagiert und gab dort u. a. die männliche Titelrolle in Romeo und Julia.
Seinen ersten Filmauftritt hatte Koberidse bereits 1941 in einem Kurzfilm von Nikolos Schengelaia, seine wirkliche Filmkarriere begann jedoch erst 1956 mit seiner Verpflichtung durch das Studio Grusiafilm und der Titelrolle in dem erfolgreichen Historiendrama Baschi-Atschuk nach einer Erzählung von Akaki Zereteli. Zu Koberidses bekanntesten Filmen zählen Begegnung im All, die Märchenadaption Aladins Wunderlampe, der Defa-Western Spur des Falken sowie die sowjetisch-italienische Produktion Das rote Zelt. Der Georgier war noch mit über 75 Jahren als Schauspieler aktiv, für das Studio Georgia Film trat er in über fünfzig Filmen auf, seine Filmografie beinhaltet außerdem zehn Regiearbeiten für Grusiafilm ab 1963.
1967 wurde ihm der Titel Volkskünstler der Georgischen SSR verliehen, nachdem er bereits 1954 zum Verdienten Künstler der Abchasischen ASSR und 1958 zum Verdienten Künstler der Georgischen SSR ernannt worden war. Koberidse war außerdem Träger der Medaille „Für Verdienste im Kampf“ (1945), des Ordens des Vaterländischen Krieges II. Klasse (1985) und des georgischen Memed-Abaschidse-Preises (2002).

## Privates
Otar Koberidse war mit der 1998 verstorbenen Schauspielerin Lija Eliawa (1934–1998) verheiratet, mit der zusammen er einen Cameo-Auftritt in Eldar Schengelaias Blaue Berge oder Eine unwahrscheinliche Geschichte (1983) hatte. Koberidse starb 90-jährig am 9. März 2015 und wurde drei Tage später beigesetzt.

## Filmografie (Auswahl)
- 1956: Baschi-Atschuk
- 1958: Das Schicksal einer Frau
- 1958: Ich sage die Wahrheit
- 1959: Der Mameluck
- 1960: Schwammsucher
- 1962: 713 erbittet Landeerlaubnis
- 1963: Begegnung im All (auch Regie und Drehbuch)
- 1964: Sie zogen nach Osten
- 1965: Söhne der Küste
- 1966: Heute neue Attraktionen/Glück in der Manege
- 1967: Aladins Wunderlampe
- 1967: Die Kommissarin
- 1968: Spur des Falken
- 1969: Das rote Zelt
- 1970: Mission in Kabul
- 1971: Junger Mann
- 1972: Die Schlacht im Tal der weißen Tulpen
- 1975: Flucht im Morgengrauen
- 1978: Entscheidung am Schipka-Paß
- 1979: Ufer
- 1979: Das Leben ist wunderbar (Жизнь прекрасна)
- 1981: Fahndung läuft
- 1983: Blaue Berge oder Eine unwahrscheinliche Geschichte
- 1985: Schlacht um Moskau
- 1987: Ich glaube an die Liebe